# 박치우
박치우(朴致祐, 1909년~1949년)는 한국의 철학자이다.

## 생애
1909년 8월 22일 함경북도 성진에서 출생하였다. 1936년 경성제국대학 철학과를 졸업했다. 1935년 6월 동아일보에 《불안의 정신과 인테리의 장래》를, 1936년 1월 조광에 《아카데믹 철학을 나오며》를 발표하면서 문단에 등단하였다. 1938년 숭의실업전문학교 교수를 거쳐 조선일보 사회부 기자를 역임했다. 1세대 마르크스주의 철학자로서 해방공간에서 <현대일보> 주필을 맡았다. 빨치산이 되어 유격투쟁을 벌이다 토벌대에 사살되었다.

## 관련 서적
- 윤대석·윤미란. 《사상과 현실》.인하대학교출판부. 2010년. ISBN 9788974072575
- 위상복. 《불화 그리고 불온한 시대의 철학》. 길. 2012년. ISBN 9788964450437
- 박치우 지음, 홍영두 해설편집, 《사상과 현실》. 역사와철학. 2016년. ISBN 9791195280162